# Буаркуш
Буаркуш (порт. Buarcos)  —  район (фрегезия) в Португалии,  входит в округ Коимбра. Является составной частью муниципалитета  Фигейра-да-Фош. Находится в составе крупной городской агломерации Большая Коимбра. По старому административному делению входил в провинцию Бейра-Литорал. Входит в экономико-статистический  субрегион Байшу-Мондегу, который входит в Центральный регион. Население составляет 8051 человек на 2001 год. Занимает площадь 12,14 км².
Покровителем района считается Апостол Пётр (порт. São Pedro).